# Bitwa morska pod Cañete
Bitwa morska pod Cañete – starcie zbrojne, które miało miejsce w roku 1615 w trakcie wojny osiemdziesięcioletniej. 
Do starcia doszło w trakcie podróży holenderskiego admirała Jorisa van Spilbergena dookoła świata. Licząca 5 okrętów uzbrojonych w 108 dział flotylla holenderska napotkała w dniu 17 lipca 1615 r. w rejonie Cañete u wybrzeży Peru (rejon Callao) eskadrę hiszpańską dowodzoną przez wiceadmirała de Mendozę. Po trwającej z przerwami 24 godzinie walce, Hiszpanie wycofali się do Callao. Ich straty wyniosły 150 zabitych i rannych oraz kilka uszkodzonych okrętów. Po zwycięstwie Spilbergen kontynuował swoją podróż. 